# Oblitération par losange petits chiffres

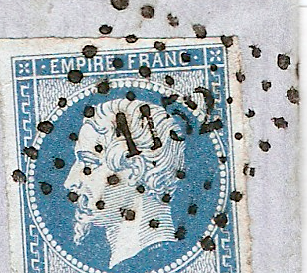
Détail d'une lettre montrant le cachet Petits Chiffres sur le timbre.

L'oblitération par losange petits chiffres est une marque postale française utilisée entre 1852 et 1862.

## Le cachet Petits Chiffres
Ce cachet a pour fonction d'oblitérer le timbre-poste pour qu'il ne soit plus réutilisable. Des années 1850 à 1876 en France, ce cachet donne une oblitération en forme de losange composé d'un grand nombre de points noirs.
À partir de 1852, l'administration met en service des cachets oblitérants à petits chiffres. Sur lettre, ce cachet est toujours accompagné d'un cachet dateur qui est supposé faire apparaître la date d'envoi de façon lisible.
En pratique, l'administration a donc établi une nomenclature des bureaux de postes qui est mise en service en décembre 1852. Celle-ci démarre à 1 (Abbeville) et finit à 3703 (Yvré-l'Évêque) pour la métropole. Les départements d'Algérie et les bureaux de l'étranger sont classés à la suite. Ultérieurement, elle va ajouter de nouveaux numéros au fur et à mesure de l'ouverture de nouveaux bureaux.
Quelques années plus tard, en 1862, constatant le peu de lisibilité de ce type de cachet elle décide de changer de typographie et de passer à un autre type : l'oblitération par losange gros chiffres.